# Box-office France 1985
Cet article traite du box-office cinéma de 1985 en France.

## Les films à plus d'un million d'entrées
| Rang | Titre                                 | Pays | Réalisateur                                       | Entrées    |
| ---- | ------------------------------------- | ---- | ------------------------------------------------- | ---------- |
| 1.   | Trois Hommes et un couffin            |      | Coline Serreau                                    | 10 251 465 |
| 2.   | Rambo 2 : La Mission                  |      | George Pan Cosmatos                               | 5 851 030  |
| 3.   | Les Spécialistes                      |      | Patrice Leconte                                   | 5 319 542  |
| 4.   | Retour vers le futur                  |      | Robert Zemeckis                                   | 3 457 648  |
| 5.   | Taram et le Chaudron magique          |      | Ted Berman / Richard Rich                         | 3 074 481  |
| 6.   | Terminator                            |      | James Cameron                                     | 3 055 355  |
| 7.   | Subway                                |      | Luc Besson                                        | 2 920 588  |
| 8.   | Le Flic de Beverly Hills              |      | Martin Brest                                      | 2 917 246  |
| 9.   | P.R.O.F.S                             |      | Patrick Schulmann                                 | 2 845 580  |
| 10.  | La Déchirure                          |      | Roland Joffé                                      | 2 793 256  |
| 11.  | L'Effrontée                           |      | Claude Miller                                     | 2 761 141  |
| 12.  | La Forêt d'émeraude                   |      | John Boorman                                      | 2 652 685  |
| 13.  | Mad Max : Au-delà du dôme du tonnerre |      | George Miller / George Ogilvie                    | 2 552 981  |
| 14.  | Parole de flic                        |      | José Pinheiro                                     | 2 517 875  |
| 15.  | Dangereusement vôtre                  |      | John Glen                                         | 2 423 306  |
| 16.  | Hold-up                               |      | Alexandre Arcady                                  | 2 367 294  |
| 17.  | Dune                                  |      | David Lynch                                       | 2 310 957  |
| 18.  | Witness                               |      | Peter Weir                                        | 2 206 007  |
|      | La Belle et le Clochard (rep)         |      | Clyde Geronimi / Wilfred Jackson / Hamilton Luske | 2 000 000  |
| 19.  | L'Année du dragon                     |      | Michael Cimino                                    | 1 929 797  |
| 20.  | Recherche Susan désespérément         |      | Susan Seidelman                                   | 1 904 309  |
| 21.  | Police                                |      | Maurice Pialat                                    | 1 830 970  |
| 22.  | La Rose pourpre du Caire              |      | Woody Allen                                       | 1 800 960  |
| 23.  | Scout toujours...                     |      | Gérard Jugnot                                     | 1 755 081  |
| 24.  | Astérix et la Surprise de César       |      | Gaëtan et Paul Brizzi                             | 1 704 226  |
| 25.  | La Cage aux folles 3                  |      | Georges Lautner                                   | 1 693 202  |
| 26.  | Péril en la demeure                   |      | Michel Deville                                    | 1 648 467  |
| 27.  | Cotton Club                           |      | Francis Ford Coppola                              | 1 639 038  |
| 28.  | Birdy                                 |      | Alan Parker                                       | 1 520 237  |
| 29.  | Les Rois du gag                       |      | Claude Zidi                                       | 1 510 930  |
| 30.  | Le Mariage du siècle                  |      | Philippe Galland                                  | 1 493 351  |
| 31.  | Moi vouloir toi                       |      | Patrick Dewolf                                    | 1 410 965  |
| 32.  | Silverado                             |      | Lawrence Kasdan                                   | 1 360 712  |
| 33.  | Les Goonies                           |      | Richard Donner                                    | 1 317 402  |
| 34.  | Police Academy 2 : Au boulot !        |      | Jerry Paris                                       | 1 208 199  |
| 35.  | Pale Rider, le cavalier solitaire     |      | Clint Eastwood                                    | 1 155 162  |
| 36.  | Sans toit ni loi                      |      | Agnès Varda                                       | 1 080 143  |
| 37.  | Les Loups entre eux                   |      | José Giovanni                                     | 1 047 597  |
| 38.  | Train d'enfer                         |      | Roger Hanin                                       | 1 028 024  |
| 39.  | Brazil                                |      | Terry Gilliam                                     | 1 019 132  |
| 40.  | À nous les garçons                    |      | Michel Lang                                       | 1 016 144  |
| 41.  | On ne meurt que deux fois             |      | Jacques Deray                                     | 1 003 415  |

Par pays d'origine des films (Pays producteur principal)
- France : 20 films
- États-Unis : 16 films
- Royaume-Uni : 4 films
- Australie : 1 film
- Total : 41 films